# Newtonia camerunensis
Newtonia camerunensis là một loài rau đậu thuộc họ Fabaceae.
Nó chỉ được tìm thấy ở Cameroon. Môi trường sống tự nhiên của nó là các khu rừng khô nhiệt đới hoặc cận nhiệt đới.